# Ингегерд Биргерсдоттер
Ингегерд Биргерсдоттер (швед. Ingegerd Birgersdotter; ок. 1180 ― ок. 1230) ― королева-консорт Швеции, вторая супруга короля Сверкера II.
Происходила из благородной семьи Фолькунгов, была дочерью могущественного ярла Биргера Броса и вдовствующей королевы Бригитты Харальдстоттер; её мать была дочерью короля Норвегии Харальда IV Гилле и в 1160―1161 гг. сама была королевой Швеции, поскольку её первым мужем был король Магнус Хенриксен.

## Королева
Около 1200 года, после смерти первой супруги короля Сверкера Бенедикты, вышла замуж за него. Сыграла важную роль в государственной политике. В 1202 году скончался её отец, и королева Ингегерд и король Сверкер провозгласили своего годовалого сына принца Йохана наследником и главой клана Фолькунгов, который получил титул ярла. Представляется, что этот шаг оттолкнула клан Фолькунгов от двора Сверкера. Сыновья предыдущего короля Кнута I Эрикссона бежали в Норвегию в 1204 году, вернулись в следующем году с армией норвежцев. Трое сыновей были убиты в битве при Элграсе, а четвёртый, Эрик, бежал. Эти кровавые события, как кажется, заставили родственников Ингегерды принять сторону Эрика, как показали последующие события. Все попытки Ингегерд выступить в качестве посредника между королём и её семьёй и примирить их не увенчались успехом. Сверкер и Эрик встретились в битве под Леной в 1208 году, во время которой её брат ярл Кнут погиб в столкновении на стороне Эрика, возможно, вместе со своим дядей Магнусом Миннелшельдом. Эрик одержал победу и воцарился в Швеции. В 1210 году её муж предпринял попытку вернуть престол, но был убит в битве при Гестилрене. Ярл Фольке, вероятно, бывший ещё одним из её братьев, был убит, сражаясь на стороне Эрика.

## После битвы при Гестилрене
Поздние годы жизни Ингегерд неизвестны, равно как и год её смерти. В 1216 году её сын Юхан стал королём, однако хроники ничего не упоминают о его матери в связи с этим событием. Историки предполагают, что она провела остаток жизни со своим братом Магнусом в Скании или в какой-либо другой части Дании. Было высказано предположение, что она, возможно, умерла около 1230 года.
Отсутствие хронологической точности в исторических источниках является причиной альтернативного толкования порядка жён Сверкера. Можно предположить, что Ингегерд, возможно, была первой его супругой в конце XII и начале XIII века, и уже после её смерти Сверкер женился на Бенедикте Эббесдоттер Хвиде, чей отец Эббе Сунесен, брат архиепископа Лунда Андреаса Сунесена, поддержал Сверкера в провальной для него битве под Леной.

## Дети
- Юхан I, (1201?―1222), король Швеции в 1216―1222 гг.